# Act+Fast Anti Choking Trainer
Der Act+Fast Anti Choking Trainer, auch bekannt als „Trainingsweste zur Erstickungsrettung“, ist ein Simulationsgerät, das von Act+Fast LLC, einem Unternehmen mit Sitz in Kalifornien, hergestellt wird. Es hilft beim Üben von Atemwegsrettungstechniken und wird hauptsächlich im grundlegenden Atemwegsmanagement verwendet, um Atemwegsrettungsprotokolle, Bauchstöße (Heimlich-Manöver) und die Methode des Schlagens auf den Rücken zu erlernen. Der Anti-Choking-Trainer wurde auf der EMS Expo 2008 in Las Vegas, Nevada, ausgestellt.

## Herkunft
Im Jahr 2008 meldete sich Timothy Adams, ein Anästhesist, freiwillig, um bei der Ausbildung von Pfadfindern zu helfen, die an ihren Verdienstabzeichen für Erste Hilfe arbeiteten. Während des Trainings hatte Adams nur begrenzte Möglichkeiten, das Heimlich-Manöver zu demonstrieren, daher baute er aus OP-Materialien ein praktisches Lehrgerät. Als Ergebnis dieser Erfahrung wurde der Act+Fast Anti Choking Trainer entwickelt. Anschließend wurde es in CPR-Klassen, Krankenhäusern und Schulen implementiert.

## Betrieb

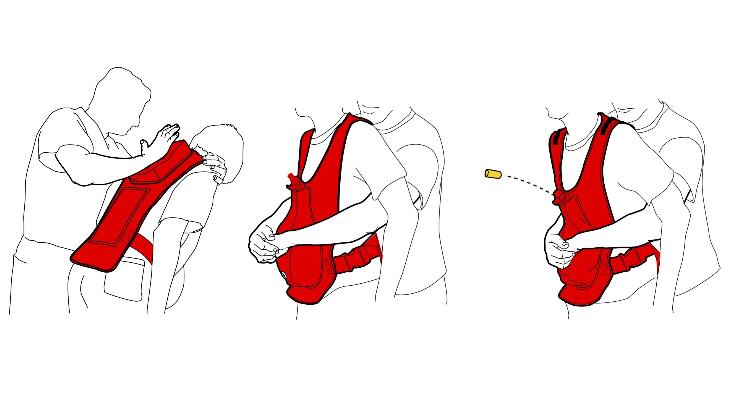
Act+Fast Anti Choking Trainer in Aktion.

Der Anti Choking Trainer wird als Weste getragen, um die Behebung einer Atemwegsverlegung (Obstruktion) zu simulieren. Die Weste wird über den Kopf des Benutzers gestülpt und auf jeder Seite mit einer Schnalle gesichert. Vor der Weste befindet sich eine Neoprentasche mit einer Kunststoff-Luftblase, die im Bereich zwischen Nabel und Brustkorb des Benutzers liegt. An der Oberseite der Blase befindet sich ein starrer Atemweg mit einer Öffnung, die nach oben und vom Gesicht des Benutzers weg zeigt. Zur Simulation einer Fremdkörper-Atemwegsobstruktion (Fremdkörper-Atemwegsobstruktion, FBAO) wird ein Schaumstoffstopfen in die Atemwege eingesetzt. Wenn die richtige Technik ausgeführt wird, wird der Schaumstoffstopfen in die Luft geschleudert und sorgt so für eine sofortige Rückmeldung. Der Anti-Choking-Trainer verfügt außerdem über ein Schaumstoff-Rückenpolster für Rückenschläge, wie vom UK Resuscitation Council empfohlen. Mit dem Anti-Choking-Trainer können Benutzer die Erstickungsrettungsprotokolle des European Resuscitation Council, des National Safety Council und der Internationalen Rotkreuz- und Rothalbmond-Bewegung auf der ganzen Welt üben.

## Rezeption und Anerkennung
Der Anti-Choking-Trainer wird über Händler weltweit verkauft und von Schulen, Feuerwehren, Rettungsgruppen und in CPR-Trainingskursen eingesetzt.
Im Jahr 2009 wurde der Anti-Choking-Trainer vom Journal of Emergency Medicine als eines der 30 innovativsten Produkte beim 27. jährlichen EMS Today ausgezeichnet.